# 第62回国民体育大会サッカー競技
第62回 国民体育大会サッカー競技（だい62かい こくみんたいいくたいかい サッカーきょうぎ）は、2007年に秋田県で開催された第62回国民体育大会のサッカー競技である。

## 概要
| 実施種目 | 日程                    | 会場                                                                                   |
| -------- | ----------------------- | -------------------------------------------------------------------------------------- |
| 成年男子 | 2007年9月30日 - 10月3日 | - 秋田市八橋運動公園陸上競技場 - 秋田市八橋運動公園健康広場 - 秋田市八橋運動公園球技場 |
| 女子     | 2007年10月1日 - 10月3日 | - 仁賀保運動公園多目的広場 - 西目カントリーパークサッカー場                            |
| 少年男子 | 2007年9月30日 - 10月4日 | - 仁賀保運動公園多目的広場 - TDK秋田総合スポーツセンターサッカー場                     |

- 前後半35分ハーフの合計70分で行う。
- 70分で決着が付かなければ、前後半10分ハーフの合計20分で延長戦を行う。
- 延長戦で決着が付かなければ、PK戦により勝敗を決する。

## 成年男子

### 出場チーム
- 秋田県
- 北海道
- 福島県
- 栃木県
- 埼玉県
- 千葉県
- 新潟県
- 富山県

- 岐阜県
- 滋賀県
- 京都府
- 岡山県
- 香川県
- 徳島県
- 長崎県
- 鹿児島県

### 1回戦
| #1 | 9月30日 12:20 |

| 京都府                                                                      | 6 - 0    | 北海道 |
| 濱岡和久 22分, 52分, 69分 · 吉沢秀幸 23分 · 町中大輔 54分 · 平井晋太郎 69分 | レポート |        |

| 八橋運動公園陸上競技場 観客数: 200人 主審: 越智新次 |

| #2 | 9月30日 12:20 |

| 岐阜県        | 1 - 3 (延長) | 秋田県                                        |
| 松江克樹 27分 | レポート     | 松田正俊 35分 · 成田卓也 79分 · 高林佑樹 87分 |

| 八橋運動公園球技場 観客数: 2000人 主審: 岡田正義 |

| #3 | 9月30日 12:20 |

| 新潟県                         | 2 - 0    | 埼玉県 |
| 山本真也 8分 · 瀧瀬英次郎 69分 | レポート |        |

| 八橋運動公園健康広場 観客数: 200人 主審: 井上知大 |

| #4 | 9月30日 10:00 |

| 香川県 | 0 - 3    | 長崎県                                     |
|        | レポート | 田上渉 6分 · 品川育寛 61分 · 平田翔太 68分 |

| 八橋運動公園陸上競技場 観客数: 200人 主審: 河合英治 |

| #5 | 9月30日 10:00 |

| 鹿児島県      | 1 - 2 (延長) | 栃木県            |
| 赤嶺佑樹 69分 | レポート     | 金子剛 28分, 75分 |

| 八橋運動公園球技場 観客数: 350人 主審: 木村博之 |

| #6 | 9月30日 10:00 |

| 徳島県              | 2 - 0    | 岡山県 |
| 鈴木裕久 48分, 59分 | レポート |        |

| 八橋運動公園健康広場 観客数: 100人 主審: 竹内元人 |

| #7 | 9月30日 14:40 |

| 千葉県                                        | 3 - 2    | 滋賀県                     |
| 伊藤大介 59分 · 河野将吾 64分 · 渡邉健雄 67分 | レポート | 壽健志 6分 · 末吉佑太 49分 |

| 八橋運動公園球技場 観客数: 300人 主審: 砂川惠一 |

| #8 | 9月30日 14:40 |

| 福島県        | 1 - 2 (延長) | 富山県                        |
| 安藤大輔 45分 | レポート     | 小林羊汰 32分 · 菅野将太 74分 |

| 八橋運動公園健康広場 観客数: 200人 主審: 中野卓 |

### 準々決勝
| #9 | 10月1日 11:00 |

| 新潟県                        | 2 - 1    | 長崎県        |
| 明堂和也 30分 · 山本真也 38分 | レポート | 平田翔太 27分 |

| 八橋運動公園球技場 観客数: 300人 主審: 小曽根潮 |

| #10 | 10月1日 13:20 |

| 千葉県                      | 2 - 0    | 富山県 |
| 蓮沼剛 34分 · 堀川恭平 68分 | レポート |        |

| 八橋運動公園健康広場 観客数: 150人 主審: 大西弘幸 |

| #11 | 10月1日 13:20 |

| 京都府        | 1 - 0    | 秋田県 |
| 濱岡和久 65分 | レポート |        |

| 八橋運動公園球技場 観客数: 2500人 主審: 砂川惠一 |

| #12 | 10月1日 11:00 |

| 栃木県                          | 2 - 1 (延長) | 徳島県        |
| 佐野智洋 12分 · 本田洋一郎 78分 | レポート     | 鈴木裕久 50分 |

| 八橋運動公園健康広場 観客数: 150人 主審: 山内宏志 |

### 準決勝
| #13 | 10月2日 13:20 |

| 京都府 | 0 - 2    | 新潟県                        |
|        | レポート | 森安洋文 56分 · 奥田陽一 59分 |

| 八橋運動公園陸上競技場 観客数: 500人 主審: 河合英治 |

| #14 | 10月2日 11:00 |

| 栃木県 | 0 - 2    | 千葉県                        |
|        | レポート | 河野将吾 30分 · 堀川恭平 38分 |

| 八橋運動公園陸上競技場 観客数: 300人 主審: 井上知大 |

### 3位決定戦
| #15 | 10月3日 11:00 |

| 京都府                        | 2 - 0    | 栃木県 |
| 大坪博和 11分 · 町中大輔 51分 | レポート |        |

| 八橋運動公園陸上競技場 観客数: 300人 主審: 前之園晴廣 |

### 決勝
| #16 | 10月3日 13:20 |

| 新潟県                        | 2 - 4    | 千葉県                                             |
| 明堂和也 23分 · 山本真也 69分 | レポート | 堀川恭平 0分, 52分 · 河野将吾 20分 · 鳥養祐矢 44分 |

| 八橋運動公園陸上競技場 観客数: 1000人 主審: 井上知大 |

## 女子

### 出場チーム
- 秋田県
- 北海道
- 福島県
- 埼玉県
- 千葉県
- 神奈川県
- 新潟県
- 福井県

- 三重県
- 兵庫県
- 大阪府
- 岡山県
- 徳島県
- 高知県
- 福岡県
- 熊本県

### 1回戦
| #1 | 10月1日 15:00 |

| 三重県                                             | 4 - 0    | 千葉県 |
| 小野鈴香 9分, 53分 · 大歯裕子 54分 · 山科花恵 68分 | レポート |        |

| 仁賀保運動公園多目的広場 観客数: 700人 主審: 伊藤実奈子 |

| #2 | 10月1日 14:30 |

| 新潟県              | 1 - 0    | 秋田県 |
| 上尾野辺めぐみ 51分 | レポート |        |

| 西目カントリーパークサッカー場 観客数: 1100人 主審: 竹下聖 |

| #3 | 10月1日 13:15 |

| 福岡県                                                 | 4 - 1    | 高知県       |
| 谷原ゆかり 4分, 65分 · 花田亜衣子 32分 · 葛間理代 46分 | レポート | 岡林直子 9分 |

| 仁賀保運動公園多目的広場 観客数: 700人 主審: 真殿三加 |

| #4 | 10月1日 12:50 |

| 大阪府 | 0 - 3    | 岡山県                                |
|        | レポート | 江口なおみ 43分, 46分 · 宮間あや 69分 |

| 西目カントリーパークサッカー場 観客数: 600人 主審: 新川里佳子 |

| #5 | 10月1日 11:35 |

| 兵庫県 | 9 - 0    | 神奈川県 |
| 山本絵美 22分 · 鈴木智子 28分, 38分 · 大谷未央 32分, 35分, 40分 · 大石沙弥香 33分 · 坂井優紀 49分 · 佐野弘子 59分 | レポート |          |

| 仁賀保運動公園多目的広場 観客数: 700人 主審: 牧野直美 |

| #6 | 10月1日 11:10 |

| 福島県                                               | 4 - 0    | 熊本県 |
| 森田牧子 2分 · 神戸成美 10分 · 菅澤優衣香 24分, 34分 | レポート |        |

| 西目カントリーパークサッカー場 観客数: 400人 主審: 寺尾純子 |

| #7 | 10月1日 9:30 |

| 福井県         | 1 - 2 (延長) | 北海道              |
| 橋浦さつき 9分 | レポート     | 小松良子 14分, 87分 |

| 仁賀保運動公園多目的広場 観客数: 800人 主審: 大畠千枝 |

| #8 | 10月1日 9:30 |

| 徳島県 | 0 - 10   | 埼玉県 |
|        | レポート | 若林エリ 9分, 21分 · 堀田えり子 24分, 34分, 40分, 56分 · 岩倉三恵 33分 · 窪田飛鳥 58分 · 佐藤舞 69分 · 北本綾子 69分 |

| 西目カントリーパークサッカー場 観客数: 400人 主審: 和田りつ子 |

### 準々決勝
| #9 | 10月2日 13:20 |

| 福岡県 | 0 - 2    | 岡山県                |
|        | レポート | 江口なおみ 19分, 43分 |

| 仁賀保運動公園多目的広場 観客数: 1000人 主審: 佐藤奈美 |

| #10 | 10月2日 11:00 |

| 北海道                        | 2 - 10   | 埼玉県 |
| 小松良子 34分 · 近藤由美 63分 | レポート | 佐藤舞 2分, 25分, 31分 · 若林エリ 22分 · 窪田飛鳥 42分, 69分 · 北本綾子 44分 · 田代久美子 57分, 59分 · 堀田えり子 65分 |

| 仁賀保運動公園多目的広場 観客数: 600人 主審: 新川里佳子 |

| #11 | 10月2日 13:20 |

| 三重県                                       | 3 - 1    | 新潟県          |
| 大歯裕子 9分 · 小野鈴香 34分 · 村岡夏希 41分 | レポート | 日置ちはる 14分 |

| 西目カントリーパークサッカー場 観客数: 500人 主審: 千葉恵美 |

| #12 | 10月2日 11:00 |

| 兵庫県                                              | 4 - 1    | 福島県          |
| 坂井優紀 3分, 4分 · 大谷未央 49分 · 大石沙弥香 53分 | レポート | 菅澤優衣香 35分 |

| 西目カントリーパークサッカー場 観客数: 400人 主審: 和田りつ子 |

### 準決勝
| #13 | 10月3日 13:20 |

| 三重県                              | 3 - 1    | 岡山県          |
| 小野鈴香 31分, 57分 · 大歯裕子 51分 | レポート | 江口なおみ 33分 |

| 西目カントリーパークサッカー場 観客数: 600人 主審: 真殿三加 |

| #14 | 10月3日 11:00 |

| 兵庫県              | 2 - 1    | 埼玉県          |
| 大谷未央 47分, 61分 | レポート | 庭田亜樹子 34分 |

| 西目カントリーパークサッカー場 観客数: 500人 主審: 竹下聖 |

### 3位決定戦
| #15 | 10月4日 11:00 |

| 岡山県         | 1 - 3    | 埼玉県                             |
| 中田麻衣子 8分 | レポート | 窪田飛鳥 5分, 57分 · 笠井香織 47分 |

| 西目カントリーパークサッカー場 観客数: 500人 主審: 千葉恵美 |

### 決勝
| #16 | 10月4日 13:20 |

| 三重県 | 0 - 2    | 兵庫県                        |
|        | レポート | 澤田由佳 44分 · 阪口夢穂 46分 |

| 西目カントリーパークサッカー場 観客数: 1000人 主審: 佐藤奈美 |

## 少年男子

### 出場チーム
- 北海道
- 岩手県
- 秋田県
- 宮城県
- 埼玉県 ※
- 千葉県 ※
- 東京都
- 神奈川県
- 新潟県 ※
- 富山県 ※
- 石川県 ※
- 静岡県 ※

- 愛知県
- 京都府
- 奈良県
- 徳島県
- 兵庫県 ※
- 高知県 ※
- 岡山県
- 広島県
- 福岡県
- 佐賀県
- 宮崎県
- 鹿児島県

※2回戦から出場。

### 1回戦
| #1 | 9月30日 10:00 |

| 徳島県      | 1 - 0    | 佐賀県 |
| 日浦陸 64分 | レポート |        |

| 仁賀保運動公園多目的広場 観客数: 800人 主審: 谷内浩仁 |

| #2 | 9月30日 10:00 |

| 宮城県        | 1 - 1 (延長) | 京都府        |
| 坂本優介 34分 | レポート     | 山本泰平 55分 |
|               | PK戦         |               |
|               | 4 - 2        |               |

| TDK秋田総合スポーツセンターサッカー場Aピッチ 観客数: 500人 主審: 前之園晴廣 |

| #3 | 9月30日 10:00 |

| 鹿児島県     | 1 - 5 (延長) | 東京都                                                    |
| 平原慎也 6分 | レポート     | 田中豪紀 69分, 82分, 89分 · 高橋祥平 89分 · 高木俊幸 89分 |

| TDK秋田総合スポーツセンターサッカー場Bピッチ 観客数: 200人 主審: 小曽根潮 |

| #4 | 9月30日 12:20 |

| 広島県                                                           | 4 - 0    | 秋田県 |
| 宮本徹 19分 · 玉田道歩 21分 · 大﨑淳矢 29分 (pk) · 岡﨑航平 69分 | レポート |        |

| 仁賀保運動公園多目的広場 観客数: 2500人 主審: 山内宏志 |

| #5 | 9月30日 12:20 |

| 岩手県        | 1 - 5    | 奈良県                                                            |
| 小原秦弥 42分 | レポート | 伊藤竜二 13分 · 岩田未来 38分, 62分 · 永澤圭祐 40分 · 中城諒 65分 |

| TDK秋田総合スポーツセンターサッカー場Aピッチ 観客数: 500人 主審: 佐幸欣治 |

| #6 | 9月30日 12:20 |

| 宮崎県                        | 2 - 0 (延長) | 岡山県 |
| 伊勢隆司 70分 · 加藤直也 82分 | レポート     |        |

| TDK秋田総合スポーツセンターサッカー場Bピッチ 観客数: 300人 主審: 岡野宇広 |

| #7 | 9月30日 14:40 |

| 愛知県        | 1 - 4    | 神奈川県                                 |
| 牧野建斗 23分 | レポート | 榎本大希 2分, 11分, 55分 · 小野悠斗 60分 |

| TDK秋田総合スポーツセンターサッカー場Aピッチ 観客数: 500人 主審: 大川直也 |

| #8 | 9月30日 14:40 |

| 福岡県        | 1 - 0    | 北海道 |
| 大庭裕平 34分 | レポート |        |

| TDK秋田総合スポーツセンターサッカー場Bピッチ 観客数: 200人 主審: 田中厚 |

### 2回戦
| #9 | 10月1日 9:30 |

| 千葉県                                        | 5 - 1    | 新潟県          |
| 指宿洋史 2分, 14分, 39分 · 奥田勇太 7分, 30分 | レポート | 奥山武宰士 67分 |

| TDK秋田総合スポーツセンターサッカー場Aピッチ 観客数: 600人 主審: 岡田正義 |

| #10 | 10月1日 12:50 |

| 徳島県 | 0 - 1    | 京都府        |
|        | レポート | 下村和真 55分 |

| TDK秋田総合スポーツセンターサッカー場Bピッチ 観客数: 400人 主審: 木村博之 |

| #11 | 10月1日 12:50 |

| 東京都                                        | 3 - 2    | 広島県                      |
| 山越享太郎 37分 · 山口潤 43分 · 高木俊幸 54分 | レポート | 茶島雄介 55分 · 秦和広 64分 |

| TDK秋田総合スポーツセンターサッカー場Aピッチ 観客数: 600人 主審: 中野卓 |

| #12 | 10月1日 9:30 |

| 富山県        | 1 - 4    | 静岡県                                                          |
| 高橋直希 15分 | レポート | 真野直紀 23分 · 和田直己 33分 · 鈴木隆太郎 39分 · 森田隆廣 49分 |

| TDK秋田総合スポーツセンターサッカー場Bピッチ 観客数: 400人 主審: 西村典之 |

| #13 | 10月1日 11:10 |

| 石川県        | 1 - 3    | 埼玉県                                             |
| 石垣篤志 36分 | レポート | 葺本啓太 29分 · 原口元気 40分 · 高瀬優孝 56分 (pk) |

| TDK秋田総合スポーツセンターサッカー場Aピッチ 観客数: 500人 主審: 井上知大 |

| #14 | 10月1日 14:30 |

| 奈良県                        | 2 - 3    | 宮崎県                            |
| 永澤圭祐 38分 · 上村直弘 59分 | レポート | 加藤直也 2分, 7分 · 伊勢隆司 34分 |

| TDK秋田総合スポーツセンターサッカー場Bピッチ 観客数: 300人 主審: 河合英治 |

| #15 | 10月1日 14:30 |

| 神奈川県                      | 2 - 1    | 福岡県        |
| 小野悠斗 12分 · 古林将太 17分 | レポート | 深町健太 32分 |

| TDK秋田総合スポーツセンターサッカー場Aピッチ 観客数: 400人 主審: 前之園晴廣 |

| #16 | 10月1日 11:10 |

| 高知県        | 1 - 6    | 兵庫県                                                      |
| 竹内良翼 57分 | レポート | 永井龍 3分, 23分, 27分 · 木村一貴 6分, 30分 · 伏見俊介 57分 |

| TDK秋田総合スポーツセンターサッカー場Bピッチ 観客数: 400人 主審: 大川直也 |

### 準々決勝
| #17 | 10月2日 11:10 |

| 千葉県        | 1 - 5 (延長) | 京都府                                                                      |
| 宮澤勇樹 65分 | レポート     | 垣根拓也 16分 · 宮本岳 78分 · 森岡亮太 80分 · 山本泰平 83分 · 中島幹二 89分 |

| TDK秋田総合スポーツセンターサッカー場Bピッチ 観客数: 400人 主審: 中野卓 |

| #18 | 10月2日 13:20 |

| 埼玉県                        | 2 - 3    | 宮崎県                   |
| 石沢哲也 40分 · 原口元気 53分 | レポート | 伊勢隆司 9分, 11分, 64分 |

| TDK秋田総合スポーツセンターサッカー場Bピッチ 観客数: 300人 主審: 大川直也 |

| #19 | 10月2日 11:00 |

| 東京都                          | 2 - 1    | 静岡県      |
| 高木俊幸 39分 · 山越享太郎 57分 | レポート | 竹内涼 29分 |

| TDK秋田総合スポーツセンターサッカー場Aピッチ 観客数: 600人 主審: 岡野宇広 |

| #20 | 10月2日 13:20 |

| 神奈川県                      | 2 - 0    | 兵庫県 |
| 古林将太 41分 · 榎本大希 66分 | レポート |        |

| TDK秋田総合スポーツセンターサッカー場Aピッチ 観客数: 700人 主審: 木村博之 |

### 準決勝
| #21 | 10月3日 11:00 |

| 京都府 | 0 - 2    | 東京都                        |
|        | レポート | 高木俊幸 21分 · 高橋祥平 43分 |

| TDK秋田総合スポーツセンターサッカー場Aピッチ 観客数: 700人 主審: 木村博之 |

| #22 | 10月3日 13:20 |

| 宮崎県 | 0 - 3    | 神奈川県                                     |
|        | レポート | 古林将太 6分 · 友澤剛気 50分 · 榎本大希 61分 |

| TDK秋田総合スポーツセンターサッカー場Aピッチ 観客数: 700人 主審: 小曽根潮 |

### 3位決定戦
| #23 | 10月4日 11:00 |

| 京都府                      | 2 - 1    | 宮崎県        |
| 森岡亮太 56分 · 沖剛史 58分 | レポート | 吉永優介 46分 |

| 仁賀保運動公園多目的広場 観客数: 2000人 主審: 砂川惠一 |

### 決勝
| #24 | 10月4日 13:20 |

| 東京都      | 1 - 0    | 神奈川県 |
| 山口潤 47分 | レポート |          |

| 仁賀保運動公園多目的広場 観客数: 3800人 主審: 河合英治 |

| 東京都   |    |                   |      |
|          |    |                   |      |
| GK       | 01 | 原田祐輔 (1年)    |      |
| DF       | 02 | 阿部巧 (1年)      |      |
| DF       | 03 | 高橋祥平 (1年)    |      |
| DF       | 04 | 高橋拓也 (2年)    |      |
| DF       | 06 | 角田健敏 (1年)    |      |
| MF       | 07 | 山越享太郎 (2年)  |      |
| MF       | 08 | 玉城峻吾 (1年)    |      |
| MF       | 09 | 年森勝哉 (1年)    |      |
| MF       | 10 | 田中豪紀 (1年)    |      |
| FW       | 13 | 高木俊幸 (1年)    |      |
| FW       | 15 | 山口潤 (1年) 47分 | 61分 |
| 控え     |    |                   |      |
| GK       | 12 | 橋本勇樹 (1年)    |      |
| DF       | 05 | 込山友 (1年)      |      |
| MF       | 11 | 加藤大 (1年)      |      |
| MF       | 16 | 松本和茂 (1年)    | 61分 |
| FW       | 14 | 三田尚央 (1年)    |      |
| 監督     |    |                   |      |
| 田中康嗣 |    |                   |      |

| 神奈川県 |    |                  |      |
|          |    |                  |      |
| GK       | 01 | 奥山陸 (1年)     |      |
| DF       | 02 | 大和田達 (1年)   |      |
| DF       | 03 | 小椋剛 (1年)     |      |
| DF       | 04 | 友澤剛気 (2年)   |      |
| DF       | 05 | 岡直樹 (1年)     |      |
| MF       | 06 | 岩渕貴哉 (1年)   |      |
| MF       | 08 | 古林将太 (1年)   | 42分 |
| MF       | 11 | 関原凌河 (1年)   |      |
| FW       | 09 | 榎本大希 (1年)   |      |
| FW       | 10 | 小野悠斗 (1年)   |      |
| FW       | 13 | 三原祐輔 (2年)   |      |
| 控え     |    |                  |      |
| GK       | 12 | 柳川祐哉 (1年)   |      |
| DF       | 07 | 樋川愛輔 (1年)   |      |
| DF       | 16 | 早田廉 (1年)     |      |
| MF       | 14 | 西川聡一郎 (1年) |      |
| MF       | 15 | 大貫拓磨 (1年)   | 42分 |
| 監督     |    |                  |      |
| 大場健史 |    |                  |      |